# Motorola ROKR E1
El Motorola ROKR E1 (pronunciado "rocker") es el primer teléfono móvil que incorpora el reproductor de música iTunes. Se lanzó el 7 de septiembre de 2005 durante un evento especial sólo para los medios de comunicación, realizado por Apple en San Francisco, California.

## Descripción
El ROKR E1 es en esencia un rediseño del Motorola E398 (originalmente fue llamado E790), (aunque también fue hecho con componentes del RAZR V3), y permite reproducir música comprada en la tienda iTunes Store. Cuenta con un reproductor de música llamado iTunes, con una interfaz similar a la de los reproductores de música iPod.
Aunque el teléfono soporta una tarjeta de memoria microSD de 512 MB, el propio firmware del teléfono limita la cantidad de canciones que se pueden cargar simultáneamente. De esta forma, sólo es posible almacenar cien canciones en la memoria del dispositivo.
Para conectar el teléfono al ordenador, utiliza un puerto USB 1.1 que es considerablemente más lento que los utilizados por algunos otros reproductores de música y dispositivos portátiles. Además tiene una cámara VGA y permite ejecutar aplicaciones basadas en J2ME.
El teléfono fue bastante esperado —algunos sitios sobre tecnología informaban acerca de la colaboración entre Motorola y Apple desde diciembre de 2004, hablando sobre un RAZR V3 con iTunes) Sin embargo, el dispositivo fue muy criticado debido a la limitación de la cantidad de canciones y la calidad de la cámara. Esto ocasionó que las ventas fueran menores a las esperadas.
Apple decidió dejar de apoyar el ROKR y, por lo tanto, los usuarios ya no pueden escuchar las nuevas descargas desde el 12 de septiembre de 2006[cita requerida], lo que provoca que el teléfono haya sido una "maravilla de un año" y que haya quedado obsoleto. Sin embargo, los usuarios pueden continuar escuchando el material descargado con anterioridad a esa fecha. Después, Apple en 2007 decidió lanzar el iPhone después de abandonar el ROKR. El iPhone Original y posteriores utilizan iTunes pero con las tiendas App Store y iTunes Store.
El ROKR E1 fue sustituido por el Motorola Rokr E2, el cual utiliza el reproductor RealPlayer en lugar del iTunes.